# Histoctopus discus
Histoctopus discus is een inktvissensoort uit de familie van de Octopodidae. De wetenschappelijke naam van de soort is voor het eerst geldig gepubliceerd in 2009 door Norman, Boucher-Rodoni & Hochberg.